# Айві Люїк
Айві Белінда Керстін Люїк (англ. Aivi Belinda Kerstin Luik; нар. 18 березня 1985, Перт, Австралія) — австралійська футболістка, півзахисниця клубу австралійської В-Ліги «Мельбурн Сіті» та національної збірної Австралії.

## Ранні роки та виступи в університетських командах
Народилася в Австралії в угорсько-шведській родині, Люїк відвадувала Брешіанській університет у Кентукі, після чого перейшла в Університет Невади в Ріно, де починаючи з сезону 2005/06 років протягом двох років виступала за університетську команду «Невада Вулф Пак». На другий рік виступів за «вовків» відзначилася реалізованим вирішальним пенальті в фінальному поєдинку Western Athletic Conference (завдяки чому її команда стала переможницею турніру).
За період виступів у «Неваді Вулф Пак» зіграла в 42-х матчах (у 41-у з яких розпочала в стартовому складі). Відзначилася 9-а голами та 7-а результативними передачами, набравши, таким чином, 25 очок. Станом на 2010 рік посідала друге місце в команді за кількості переможних голів, та 7-е по загальній кількості забитих м'ячів. У 2005 році потрапила до другої команди Усіх зірок WAC, а наступного року визнана найціннішою гравчинею Невади.
У USL W-League виступала за «Індіану» та «Оттава Ф'юрі». У 2008 році переїхала в Україну, де виступала за «Нафтохімік». У складі калуського колективу провела 7 матчів (3 голи) у чемпіонаті України та 6 матчів (4 голи) у Лізі чемпіонів.

## Клубна кар'єра

### «Брисбен Роар» (2009—2011)
У 2009 році Айві приєдналася до «Брисбен Роар» з австралійської В-Ліги. Протягом сезону 2009 року вийшла на поле в стартовому складі в 11-и матчах. «Брисбен» фінішував на 3-у місці та дійшов до півфіналу плей-оф, де поступився «Сентрал Кост» (0:1). У 2009 році вийшов до Великого фіналу В-Ліги, де поступився «Сіднею».

### «Брондбю»
У сезоні 2011/12 років грала за клуб Вищого дивізіону данського чемпіонату «Брондбю». Допомогла команді виграти національний чемпіонат («Брондбю» виграв 17 матчів, при цьому програв лише 1 поєдинок).

### «Мельбурн Сіті» (2015—н.ч.)

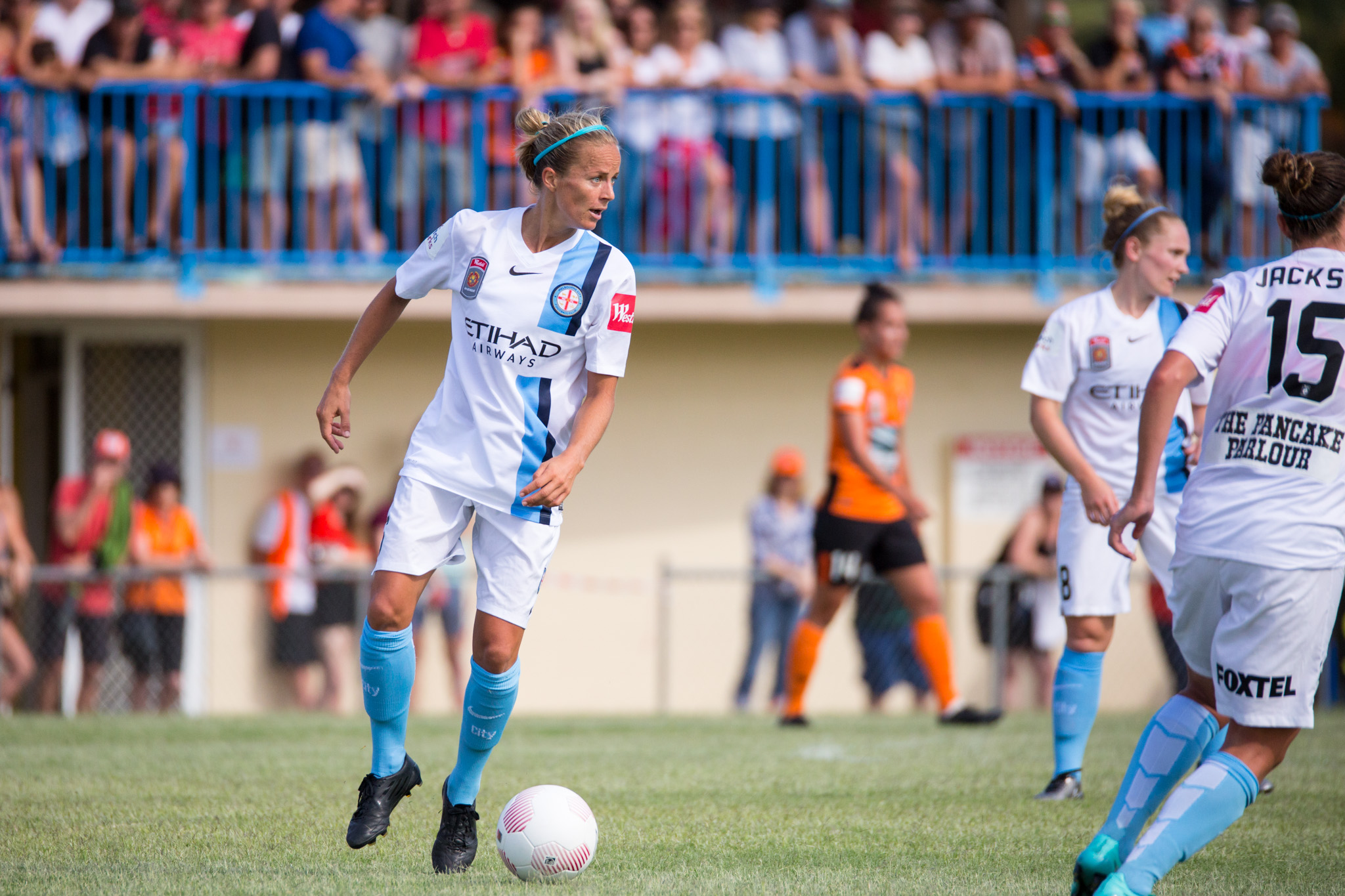
Айві Люїк в поєдинку проти «Брисбен Роар», грудень 2015

У 2015 році підсилила дебютанта В-Ліги «Мельбурн Сіті». У поєдинку проти «Мельбурн Вікторі» відзначилася влучним ударом по воротам суперників зі штрафного удару. «Сіті» виграв у всіх 12-и матчах регулярної частини чемпіонату, в кожному з яких Люїк виходила в стартовому складі. Після виходу до півфіналу плей-оф, «Мельбурн Сіті» виграв Великий фінал В-Ліги 2016. За підсумками сезону визнана Найціннішою футболісткою року В-Ліги.
Напередодні старту нового сезону продовжила на рік контракт з «Мельбурн Сіті». За підсумками сезону 2016/17 років вийшла на поле в стартовому складі в 13-х з 14-и матчів, у тому числі й у півфіналі та фіналі чемпіонського плей-оф. За підсумками регулярної частини сезону «Мельбурн» посів 4-е місце (6 перемог, 4 нічиї та 2 поразки). Після перемоги над «Брисбеном Роур» у серії післяматчевих пенальті, «Мельбурн Сіті» вдруге поспіль у переміг у Великому фіналі.

### «Ноттс Каунті» (2016)
У березні 2016 року підписала 2-річний контракт з англійським клубом «Ноттс Каунті». У Суперлізі Англії 2016 року виходила на поле в стартовому складі в 9-и (з 14-и) матчах. «Ноттс Каунті» фінішувала на 6-у місці (4 перемоги, 8 нічиїх та 4 поразки).

### «Кальмар» (2018)
У березні 2018 року приєдналася до новачка жіночого Аллсвенскана, «Кальмара».

## Досягнення
Збірна Австралії
- Жіночий кубок Азії
  -  Чемпіон (1): 2010

- Олімпійський турнір АФК
  -  Чемпіон (1): 2016

«Брисбен Роар»
- В-Ліга Австралії
  -  Чемпіон (1): 2010/11

«Брондбю»
- Елітедивізіон
  -  Чемпіон (1): 2011/12

«Мельбурн Сіті»
- В-Ліга Австралії
  -  Чемпіон (3): 2015/16, 2016/17, 2017/18

«Волеренга»
- Чемпіонат Норвегії
  -  Чемпіон (1): 2017